# 시간이동
"시간이동"은 미국의 방송사 ABC의 텔레비전 드라마 시리즈 로스트의 시즌 프리미어 에피소드 제목이다. 이 에피소드는 로스트의 전체 에피소드를 통틀어 87번째 방영되는 에피소드로 미국의 방송사 ABC와 캐나다의 방송사 A를 통해 2009년 1월 21일 첫 방영되었다. 이 에피소드는 시즌 3 이후 다시 처음으로 수요일에 방영하게 된 에피소드이기도 하다. 이 에피소드는 이전에 방영된 시즌 1~4의 줄거리와 다음 에피소드인 거짓말의 요약본 클립쇼를 방영한 후 방영되었다. 이 에피소드에서 각본은 제작 총지휘자인 데이먼 린델로프와 칼톤 쿠즈가 맡았으며 감독은 스테픈 윌리엄스가 맡았다. 미국/캐나다 현지 방영 제목은 "Because You Left"(네가 떠났기 때문에)이다.
극 중 2007년에서 잭 셰퍼드와 벤자민 라이너스가 오세아닉 식스 일원들을 다시 모으는 일을 시작하고 휴고 헐리 레예스와 사이드 자라가 자택에서 매복을 당하며 권선화가 찰스 위드모어와 대면하고 케이트 오스틴과 애런 리틀턴이 법원 관계자에게 유전자 검사를 받으라고 통보받은 후 도주하려 한다. 한 편 섬에서는 섬이 이동한 직후제임스 소이어 포드, 다니엘 파라데이, 줄리엣 버크, 샬럿 루이스, 마일스 스트라움, 존 로크와 그 외 다른 오세아닉 815편 생존자들이 시간 여행을 하기 시작한다.

## 줄거리
이 에피소드는 1970년 후반 달마 이니셔티브가 섬에서 기지를 짓고 있는 데에서부터 시작한다. 애로우 기지에서 오키드 기지에 대한 강의 영상을 촬영하던 피에르 창 (프란초이스 차우)이 오키드 기지를 짓는 데 문제가 있다는 걸 보고 받고 오키드 건설 현장으로 이동한다. 이동한 후 피에르 창 박사는 공사장 인부들에게 공사하는 곳 지하에 여태껏 보지 못했던 "무한의 에너지"가 있어 잘못 건드리면 큰일이 날 수 있다는 걸 보고받았다. 피에르 창이 그 자리를 뜰 때 피에르 창이 달마 복장을 입은 다니엘 파라데이 (제레미 데이비스)와 우연히 부딪힌다.

## 제작 과정
시즌 5 제작 과정에 따라 이 프리미어 에피소드 대본 집필은 8월 19일에 시작했다. 이 에피소드는 로스트 시리즈 중에서 유일하게 HD로 촬영되지 않았지만 편집하는 과정에서 HD로 제작했다.